# Helmwulst
Ein Helmwulst (oder nur Wulst) ist in der Wappenkunde eine zwischen  Helm und Helmkleinod aufgesetzte gebundene Binde. Daneben werden in Wappenbeschreibungen auch noch die Bezeichnungen Helmbinde und Helmlöhr (oder nur Binde bzw. Löhr), Bausch (oder Pausch) oder Türkenbund verwendet.
Zwischen dem Wulst und dem Helm kann sich noch die Helmdecke befinden. Die Aufgabe des Wulsts ist oft der Ersatz der Helmkrone, besonders in bürgerlichen Wappen. Die Farben des Wappenschildes finden hier ihre Wiederholung. 
Viele Dinge werden zur Zier des Oberwappens auf dem Helmwulst befestigt. In der englischen Heraldik sind auf den Schild gelegte Wülste keine Ausnahme.
Der Tortillon war in Frankreich eine Auszeichnung für Ritter, den Chevalier. Chevalier ist eigentlich ein Titel des mittleren Adels. Dieser Kaste gehörten die Begleiter und Hofkavaliere an. Der Wulst war immer zweifarbig. An ihm waren wehende Bänder befestigt.

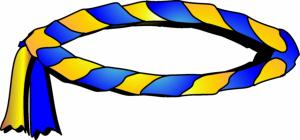
Helmwulst (Tortillon)
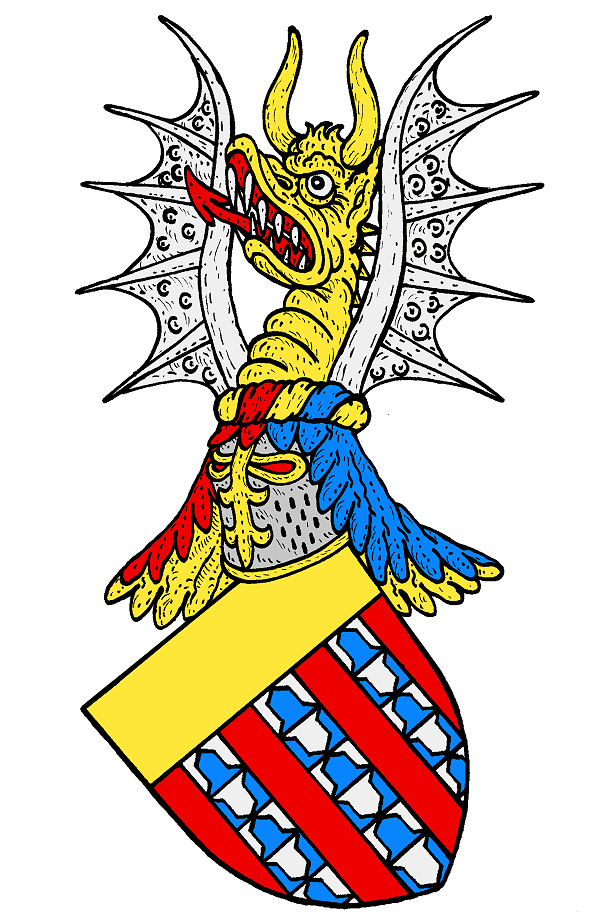
Beaulieu-Marconnay französisches Adelsgeschlecht
Fahne General-gouverneurs von Kanada (England typisch)
Langenhagen mit einem Löwen auf der Helmwulst (Wappenfigur)

## Wappenfigur
Im Wappenschild kann der Wulst auch verwendet werden. Es wird dann zu einer gemeinen Figur oder Wappenfigur. Hier ist bei der Wappenbeschreibung die Ansicht der Wappenfigur zu melden, denn es kann eine Aufsicht oder eine andere Wulstansicht gewählt sein. Der Farbbeginn heraldisch rechts oder heraldisch links oder das Ende ist genau wie die Anzahl der Helmwulstwindungen nicht bedeutend.